# 6414 Mizunuma
A 6414 Mizunuma (ideiglenes jelöléssel 1993 UX) a Naprendszer kisbolygóövében található aszteroida. Kobajasi Takao fedezte fel 1993. október 24-én.